# Xysticus luctans
Xysticus luctans is een spinnensoort uit de familie van de krabspinnen (Thomisidae).
De wetenschappelijke naam van de soort werd in 1845 als Thomisus luctans gepubliceerd door Carl Ludwig Koch.